# فيرينس مادل
فيرينس مادل (بالمجرية: Ferenc Mádl) ـ (و. 1931 – 2011 م) هو سياسي، وبروفيسور (أستاذ جامعي) من المجر .

## روابط خارجية
- فيرينس مادل على موقع مونزينجر (الألمانية)